# Copris sorex
Copris sorex är en skalbaggsart som beskrevs av Vladimir Balthasar 1942. Copris sorex ingår i släktet Copris och familjen bladhorningar. Inga underarter finns listade i Catalogue of Life.